# Ким Кибом
Ким Ки Бом (кор. 김기범, кит. 金起範; род. 23 сентября 1991 года, более известный как Ки) – южнокорейский певец, рэпер, автор песен, актёр, телеведущий и модный дизайнер. Является участником бойбенда SHINee. В ноябре 2018 года дебютировал сольно.
Как певец, Ки много раз сотрудничал с различными артистами, в том числе дебютировал в саб-юните Toheart с Ухёном из Infinite. Он дебютировал в качестве солиста в ноябре 2018 года с выпуском цифрового сингла «Forewer Yours», а его первый студийный альбом Face был выпущен позже в том же месяце. Ки также внес свой вклад в написание песен, которые были выпущены на альбомах Shinee и Toheart. Он также участвовал в мюзиклах: «Бонни и Клайд» (2013), «Зорро» (2014) и «Шахматы» (2015). Снимался в телевизионных проектах, таких как «Пьющие в одиночестве» (2016) и «Хранители» (2017).
В 2015 году Ки стал модельером и принимал участие в многочисленных проектах. Например, он сотрудничал с Bridge Shop House в разработке концертных нарядов Shinee, а также работал с моделью Айрин и брендом Charm над дизайном модной одежды. Благодаря успеху своих работ, Ки позже был назначен директором по моде группы. В 2016 году он стал моделью американского модного бренда Jill Stuart.

## Биография
Ки родился 23 сентября 1991 года в Тэгу, Южная Корея. В 14 лет он стал представителем своей школы (Средняя школа Ёнсина) на соревнованиях по водным лыжам. В 2006 году присоединился к S.M. Entertainment после успешного прохождения национального кастинга. Год спустя он появился в качестве танцора в фильме Super Junior «Нападение на золотых мальчиков».

## Карьера

### 2008−11: Дебют в SHINee и сольная деятельность
В 2008 году Ки дебютировал как участник новой мужской группы SHINee. Дебютный мини-альбом Replay, вышедший 22 мая, показал неплохие результаты в корейских музыкальных чартах. Дебютное выступление состоялось 25 мая на Inkigayo.
Через некоторое время после дебюта Ки вместе с одногруппниками Оню, Джонхёном и Тэмином принял участие в шоу «Восстание макнэ», снявшись в двух эпизодах. Он также снимался в программе «Воспитание айдола» с Донхо (U-KISS) и Санхёном (MBLAQ). Выступал с Сиа в рамках третьего азиатского тура TVXQ в 2009 году. В 2010 году участвовал в записи песен «치유 (Healing)» с мини-альбома TRAX Trax Mini Album Volume 1 и «화성인 바이러스 (Boys & Girls)» Girls’ Generation для альбома Oh!.  Годом позже записал песню «Bravo» для дорамы «Офисный планктон» с Итыком (Super Junior). Принимал участие в записи дебютного мини-альбома EXO в треке «Two Moons» и в песне БоА «One Dream» для шоу «Кей-поп звезда» с Генри (Super Junior-M).

### 2012−15: Toheart и театральный дебют
В 2012 году Ки получил одну из главных ролей в корейской версии мюзикла «Поймай меня, если сможешь», где также приняли участие его коллеги по агентству – Кюхён (Super Junior), Санни (Girls’ Generation) и Дана (The Grace). Спектакли прошли с 28 марта по 10 июня. 24 октября стало известно, что он вновь примет участие в перезапуске мюзикла. Спектакли начались 24 декабря и продлились до 9 февраля 2013 года. Ки также появился в одном из эпизодов дорамы «Гуру Саламандры и теневая операция».
18 июля 2013 года было объявлено, что Ки исполнит роль Клайда в корейской адаптации мюзикла «Бонни и Клайд», помимо него там также сыграют Дана (The Grace), Ким Мин Чжон, Ом Ки Чжун и Хёнсик (ZE:A). Спектакли прошли с 4 сентября по 27 октября. 22 октября он присоединился к касту корейской адаптации «Три мушкетёра».
В 2014 году S.M. Entertainment и Woolim Entertainment создали саб-юнит Toheart, где Ки выступал с Ухёном из Infinite. Участники объяснили, что давно хотели сотрудничать, являясь близкими друзьями, но никогда не думали, что будут продвигаться как дуэт. Toheart успешно дебютировали в Корее и получили награду за популярность на Golden Disk Awards. Джефф Бенджамин из Billboard отметил хорошие вокальные данные Ки и Ухёна, синхронную хореографию и харизму, когда они выступают на сцене. В том же году Ки получил роль в корейской адаптации мюзикла «Зорро» с Хвисоном и Ёсобом (BEAST). Спектакли состоялись с 27 августа по 26 октября. Позже принял участие в шоу «Мы поженились», где его партнёром стала японская модель Ариса Яги.
В марте 2015 года Ки и Ли Чжон Син из CNBLUE стали ведущими музыкального шоу M!Countdown. В том же году он сотрудничал с дуэтом AXODUS. 25 июля они дали специальное выступление на Ansan Valley Rock Festival. В июле участвовал в мюзикле «В высотах», который также показывали с японскими субтитрами в художественном театре Канагавы в Иокогаме в 2016 году. Сыграл одну из главных ролей в мюзикле «Спасти планету!» по одноимённому фильму 2003 года. Также у Ки было собственное реалити-шоу «Знай, как целоваться с Ки» (англ. Key’s Know How, название созвучно с «Kiss Know How»).

### 2016–2017: Роли в кино
В сентябре 2016 года Ки впервые появился в телесериале «Пьющие в одиночестве», трансляция прошла с 5 сентября по 25 октября. Он сыграл роль студента, проходившего государственную службу на протяжении трёх лет. Его персонаж жил беззаботной жизнью до определённого момента, по сюжету он проживает в состоянии нищеты. Это был первый опыт съёмки в дораме, но актёрская игра получила похвалу от режиссёров, они отметили, что «Ки – тот, кто тяжело работает. Он готовился заранее, и, как актёр, всесторонне изучил своего персонажа. Он получил признание и любовь от всего стаффа. Несмотря на то, что до кастинга у него не было опыта участия в дорамах, его актёрская игра дала очень свежую атмосферу. Кроме того, его действия и высказывания были очень хорошими, поэтому мы решили принять его».
В апреле 2017 года Ки объявил, что сыграет одну из главных ролей в дораме «Хранители» канала MBC Он исполнил роль Кон Кхён Су, скейтера и хакера, чья мать пропала после преступления. Его актёрская игра вновь получила положительные отзывы. В конце года он получил награду «Лучший новый актёр» на премии Grimae Awards.

### 2018–2019: Сольный дебют и служба в армии
7 апреля 2018 года началась трансляция шоу «Невероятная суббота», где помимо Ки примут участие Син Дон Ёп, Хери (Girl’s Day), Пак На Рэ, Мун Се Юн, рэпер Чон Хан Хэ и боец Ким Дон Хён. 19 марта стало известно, что он также стал ведущим шоу «Разрушители» телеканала Mnet. 6 июля 2018 года состоялся выход ремикса на сингл «If You’re Over Me» британского поп-трио Years & Years, записанного при участии Ки на корейском и английском языках.
26 ноября состоялся релиз дебютного студийного альбома Face. Почти за три недели до официального выхода был выпущен пред-сингл «Forever Yours», записанный вместе с Сою (бывшая участница Sistar). Через месяц после выхода Face, 26 декабря состоялся японский дебют с альбомом Hologram.
В феврале 2019 года Ки провёл серию концертов The Agit Key Land – Key в SM Town Coex Artium. 4 марта было выпущено переиздание Face – I Wanna Be, где одноимённый сингл был исполнен вместе с Соён из (G)I-DLE. В тот же день Ки был зачислен на службу в армию.

### 2020–н.в: Сольные альбомы и эстрадные роли
Ки отправился в свой последний военный отпуск 24 сентября 2020 года, не вернувшись в армию из-за военных протоколов, касающихся пандемии COVID-19, до того, как его официально уволили 7 октября. Он вернулся в качестве постоянного участника актерского состава для Amazing Saturday - DoReMi Market в эпизоде от 21 ноября.
30 августа 2021 года Ки выпустил сингл «Hate That...» с участием Тэён, который стал предварительным релизом для его предстоящего альбома в сентябре. 26 сентября он провел онлайн-концерт из серии Beyond Live под названием Groks in the Keyland. Концерт также транслировался в прямом эфире в кинотеатрах. Первый мини-альбом Bad Love, был выпущен 27 сентября с одноименным заглавным треком. 9 октября Ки одержал свою первую победу в музыкальном шоу в качестве сольного исполнителя на шоу MBC! Music Core.
30 августа 2022 года Ки выпустил свой второй студийный альбом Gasoline с одноименным ведущим синглом. Он дал концерт под названием G.O.A.T. («Величайший из всех времен») в Keyland на арене Jangchung Arena в Сеуле 22-23 октября и на Pia Arena MM в Иокогаме 19-20 ноября. В марте 2023 года он дал дополнительные выступления в Осаке. 13 февраля он выпустил переиздание Gasoline под названием Killer. Его второй корейский мини-альбом Good & Great был выпущен 11 сентября. 27-28 января 2024 года он дал концерт под названием 2024 Keyland On: And On в олимпийском гандбольном зале SK в Сеуле. Он появился в сериале TVING «Crime Scene Returns» в феврале 2024 года. 26 июня он выпустил свой первый японский сингл «Tongue Tied» в цифровом формате. Физическое издание было выпущено 7 августа. Его третий корейский мини-альбом, Pleasure Shop, выйдет 23 сентября.

## Другие области деятельности

### Мода
```
«Важность не в том, что необходимо соответствовать стилю, но есть отношение, когда дело доходит до моды. Сопоставление моды к моему собственному стилю довольно забавно
[
56
]
.
```

Ки признан одним из самых лучших и стильных айдолов-мужчин в Корее за то, что он не боится экспериментировать с собственным стилем и смешивать цвета. Его часто ставят в сравнение с G-Dragon, признанным «модной иконой» Кореи. Оба известны тем, что не следуют современным трендам, имея свой стиль, смешивая элементы из новинок с тем, что уже устарело. Ки говорил, что ему нравится пробовать что-то новое в своих образах, он не хочет быть ограниченным модными тенденциями, его больше заботит отношение к моде.
Через несколько лет после дебюта Кибом решил заниматься и модной индустрией. Его первым сотрудничеством стала коллекция свитеров (совместно с Ко Тхэёном) с изображением его собак, которую он полностью распродал для благотворительности. Помимо этого, он также выступал как один из модных дизайнеров S.M. Entertainment, создавая концертные костюмы SHINee с 2015 года. В 2016 году Ки сотрудничал с японским художником-иллюстратором Bridge Ship House для пятого корейского концертного тура SHINee World V. Главной задачей было отразить в костюмах как саму группу, так и индивидуальность каждого участника. В январе 2016 года стал моделью для аксессуаров бренда американского модельера Джилл Стюарт – Jill Stuart Accessory. Его выбрали, потому что он проявил себя в различных областях деятельности, таких как музыка и телевидение, показывая при этом свою артистичную натуру, и это полностью сочетается с чувственным стилем и модным концептом бренда. Он также стал редактором корейского Elle, где поделился своим образом жизни в специальной колонке «История Ки»; выпуск производится раз в две недели. В 2017 году Ки и модель Айрин сотрудничали с брендом Charm.

### Продвижение
В январе 2016 года Ки стал моделью для Jill Stuart Accessory. Представитель бренда объяснил, что Ки был выбран для бренда, потому что он профессионально занимался продвижением в различных областях, таких как музыка и радиовещание, что продемонстрировало художественный аспект, который перекликался с модной концепцией бренда. В 2021 году он был выбран в качестве модели для магазина красоты и здоровья Olive Young вместе с коллегой по лейблу Тэен в рамках кампании, ориентированной на молодых потребителей. В сотрудничестве с Youlief он запустил линию средств по уходу за кожей под названием Key: Face, для которой он лично разрабатывал продукты. В 2022 году он был назначен послом косметического бренда Espoir. Бренд соджу HiteJinro представил тонизирующий напиток из черного чая, основанный на вирусном рецепте, изобретенном Ки, и рекламируемый с помощью упаковки «Key is back». За четыре месяца было продано более 3,5 миллионов бутылок, что сделало его самым продаваемым продуктом в линейке тоников Jinro и способствовало увеличению годового объема продаж на 83%. В 2023 году он начал рекламировать McDonald's, появляясь в рекламе их нового бургера. Он стал представителем новой добавки для здоровья Donghwa Pharmaceutical - MgLab, и для бренда Longtake, создающего стиль жизни. В 2024 году он был назначен представителем стирального порошка Perwoll.

### Благотворительность
В 2012 году Ки и его фанаты из Кореи, Китая, Японии, Тайваня, Сингапура, Таиланда и ещё семи других стран пожертвовали 2,12 тонн риса World Vision, чтобы прокормить недоедающих детей и пожилых людей в 11 различных городах. 23 сентября 2014 года, в день рождения Ки, фанаты собрали 2 миллиона вон на установку колодца в Камбодже для обеспечения бедных детей водой В 2015 году в своём Инстаграм он призвал помочь населению Непала после серии землетрясений и оказать им моральную поддержку. В 2016 году вместе с одногруппником Тэмином и другими артистами SM принял участие в кампании «Пообещай» ЮНИСЕФ и Louis Vuitton, где 40% дохода ушли детям из малообеспеченных и бедных семей. Ки посетил больницу Национального университета Кёнбук в 2019 году перед своим призывом на военную службу и сделал пожертвование в размере 10 миллионов вон на покрытие расходов на лечение. В январе 2022 года он пожертвовал Корейской ассоциации семей матерей-одиночек продукты из своей линии по уходу за кожей Youlief стоимостью 12 миллионов вон. В 2023 году онлайн-комментатор привлек внимание СМИ, поблагодарив Ки за то, что тот оплатил расходы на лечение их сына от рака крови.

## Личная жизнь
С рождения Ки воспитывала бабушка, после родов мать тяжело болела, а отец постоянно был занят на работе. 10 октября 2014 года он объявил, что его бабушка скончалась 23 сентября, в его 23-летие. Ки сказал, что не считает правильным, чтобы компания анонсировала подобные новости, поэтому решил рассказать всё сам.
Окончил университет Мёнджи по специальности «Фильмы и мюзикл». Поступил в университет Усок на магистратуру по специальности «Развитие содержания культуры и образования». Он участвовал в проекте по развитию самооценки молодежи, начатом студентами его специальности. Он проводил специальные семинары в средней школе Иксан Намсон в провинции Северная Чолла и в средней школе для девочек Кимже в Сеуле. Его диссертация называется «Влияние обучения стилю на удовлетворенность внешним видом и самооценку корейских подростков».

## Дискография

### Студийные альбомы
- Face (2018)
- Gasoline (2022)

### Мини-альбомы
- Bad Love (2021)

- Hologram (2018)

### Альбомы-саундтреки
| Название                         | Информация об альбоме |
| -------------------------------- | --- |
| School OZ – Hologram Musical OST | - Выпущен: 20 января 2016 года - Лейбл: S.M. Entertainment - Формат: Цифровая загрузка Трек-лист 1. «One Day One Chance» (Макс, Луна, Сухо, Кхи, Сиумин, Чжо Ын) 2. «One Fine Day» (Макс, луна, Сухо, Сыльги, Кхи, Сиумин Чжо Ын) 3. «Mama» (Макс, Луна, Сухo, Сыльги, Кхи, Сиумин, Чжо Ын) 4. «Tell Me Your Wish (Genie)» (Макс, Луна, Сухо, Сыльги, Кхи, Сиумин, Чжо Ын) 5. «Intro-Destination» (Макс, Луна, Сухо, Сыльги, Кхи, Сиумин, Чжо Ын) 6. «Atlantis Princess» (Сыльги) 7. «Pretty Girl» (Луна, Сыльги) 8. «Evil» (Сыльги, Ким Чжэ Хва) 9. «Mr. Simple / I Got A Boy» (Итхык, Луна, Сухо, Сиумин, Чжо Ын) 10. «Twinkle» (Макс, Кхи) 11. «Evil (Reprise)» (Сыльги, Ким Чжэ Хва) 12. «Sherlock (Clue + Note)» (Макс, Луна, Сухо, Кхи, Сиумин, Чжо Ын) 13. «One Day One Chance (OST Ver.)» (Макс, Луна, Сухо, Кхи, Сиумин, Чжо Ын) 14. «One Dream» (Макс, Луна, Сухо, Кхи, Сиумин, Чжо Ын) 15. «One Day One Chance (Reprise)» ( Макс, Луна, Сухо, Сыльги, Кхи, Сиумин, Чжо Ын) 16. «Hope» (Макс, Луна, Сухо, Сыльги, Кхи, Сиумин, Чжо Ын) 17. «Growl / Mirotic» (Макс, Луна, Сухо, Сыльги, Кхи, Сиумин, Чжо Ын) |

### Как приглашённый артист
| «Healing» (TRAX совместно с Ки) | 2010 | —  | —  | Trax Mini Album Volume 1           |
| «Boys & Girls» (Girls' Generation совместно с Ки) | 2010 | 25 | —  | Oh!                                |
| «Barbie Girl» (Джессика совместно с Ки) | 2010 | —  | —  | 1st Asia Tour "Into The New World" |
| «One Dream» (БоА совместно с Генри и Ки) | 2012 | 34 | 51 | Only One                           |
| «Two Moons» (EXO совместно с Ки) | 2012 | —  | 14 | Mama                               |
| «Hold On» (Axodus совместно с Ки) | 2015 | —  | *  | Не сингл с альбома                 |
| «—» означает, что релиз не попал в чарт или же не был выпущен в данной стране. «*» Billboard Korea K-Pop Hot 100 был представлен в августе 2011 года и прекратил существование в июле 2014 года. |      |    |    |                                    |

### Саундтреки
| «Bravo» (с Итыком)                                                             | 2011 | —   | — | History of a Salaryman OST                           |
| «Key of Secret»                                                                | 2016 | —   | — | TV Animation Magic Adventure-The Crystal of Dark OST |
| «Cool» (с Доёном)                                                              | 2016 | 281 | — | 38 Revenue Collection Unit OST                       |
| «—» означает, что релиз не попал в чарт или же не был выпущен в данной стране. |      |     |   |                                                      |

## Фильмография
| Год  |   | Русское название                   | Оригинальное название           | Роль               |
| ---- | - | ---------------------------------- | ------------------------------- | ------------------ |
| 2007 | ф | Нападение на золотых мальчиков     | Attack on the Pin-Up Boys       | Танцор (камео)     |
| 2011 | с | Ночь 90-х                          | Moon Night '90                  | Ли Хён До          |
| 2012 | ф | Это Я                              | I AM.                           | В роли самого себя |
| 2012 | с | Гуру Саламандры и теневая операция | Salamander Guru and The Shadows | В роли самого себя |
| 2015 | ф | SMTOWN: Сцена                      | SMTOWN The Stage                | В роли самого себя |
| 2016 | ф | Мода Сеула                         | Seoul Fashion                   | В роли самого себя |
| 2016 | с | Пьющие в одиночестве               | Drinking Solo                   | Ким Ки Бом         |
| 2017 | с | Хранители                          | The Guardians                   | Гон Кён Су         |
| 2018 | ф | Опергруппа «Авария»                | Hit-An-Run Task Force           | Дон Су             |

### Развлекательные шоу
| Год                 | Название                  | Роль               | Канал     | Примечание                                       | Ссылка  |
| ------------------- | ------------------------- | ------------------ | --------- | ------------------------------------------------ | ------- |
| 2010                | Воспитание айдола         | Основной каст      | Comedy TV | с Шин Дон Хо (U-KISS) и Санхён (MBLAQ)           |         |
| 2014                | 7 голодных гостей         | Основной каст      | MBC       | Эпизод «Эфиопия»                                 | [ 93 ]  |
| 2014                | Звезда под прицелом       | Основной каст      | MBC       | с Кан Хо Доном                                   | [ 94 ]  |
| 2014                | Мы поженились             | В роли самого себя | MBC       | с Арисой Яги                                     | [ 95 ]  |
| 2015                | Сделай заказ              | Соведущий          | Olive TV  | с Чжун Хён Му                                    | [ 96 ]  |
| 2015                | Знай, как целоваться с Ки | В роли самого себя | Mnet      | Трансляция на официальном канале Mnet на YouTube |         |
| 2015                | Моё маленькое телевидение | Основной каст      | MBC       | трансляция на Lifestyle & Pet                    | [ 97 ]  |
| 2015–17             | M! Countdown              | Ведущий            | Mnet      |                                                  | [ 98 ]  |
| 2018                | Невероятная суббота       | Основной каст      | tvN       |                                                  | [ 99 ]  |
| 2018                | Разрушители               | Ведущий            | Mnet      |                                                  | [ 100 ] |
| 2018–2019; 2020–н.в | DoReMi Market             | Основной состав    | tvN       |                                                  | [ 101 ] |
| 2021–н.в            | I Live Alone              | Основной состав    | MBC       |                                                  | [ 102 ] |
| 2021–2023           | SBS Gayo Daejeon          | Ведущий            |           |                                                  | [ 103 ] |
| 2023                | Boys Planet               | Звездный наставник |           | 8–10 эпизоды                                     | [ 104 ] |
| 2024                | Crime Scene Returns       | Основной состав    |           |                                                  | [ 105 ] |

### Мюзиклы
| Год     | Название                  | Роль                 | Примечание          |
| ------- | ------------------------- | -------------------- | ------------------- |
| 2012    | Поймай меня, если сможешь | Фрэнк Абигнейл       | Корейская адаптация |
| 2013    | Бонни и Клайд             | Клайд                | Корейская адаптация |
| 2013–14 | Три мушкетёра             | Д’Артаньян           | Корейская адаптация |
| 2014    | Зорро                     | Зорро                | Корейская адаптация |
| 2015    | Школа Оз                  | Дэвид                | Голограммный мюзикл |
| 2015    | Шахматы                   | Анатолий Сергеевский | Корейская адаптация |
| 2015–16 | В высотах                 | Уснави               | Корейская адаптация |
| 2016–17 | Спаси планету!            | Бён Гу               | Корейская адаптация |

## Награды и номинации
| Награда                      | Год  | Категория                             | Работа/Номинант                       | Результат | Ист.    |
| ---------------------------- | ---- | ------------------------------------- | ------------------------------------- | --------- | ------- |
| Премия «Пэксан»              | 2022 | Лучший эстрадный артист               | Ки                                    | Номинация | [ 106 ] |
| Премия «Пэксан»              | 2022 | TikTok-популярность                   | Ки                                    | Номинация | [ 107 ] |
| Brand Consumer Loyalty Award | 2021 | Эстрадный артист среди мужчин — айдол | Ки                                    | Победа    | [ 108 ] |
| Brand Consumer Loyalty Award | 2022 | Лучший артист-айдол мужского пола     | Ки                                    | Победа    | [ 109 ] |
| Brand Consumer Loyalty Award | 2023 | Мужчина-сольный певец                 | Ки                                    | Победа    | [ 110 ] |
| Brand of the Year Awards     | 2021 | Кумир года в шоу–бизнесе - Мужчина    | Ки                                    | Победа    | [ 111 ] |
| Brand of the Year Awards     | 2022 | Лучший артист-айдол мужского пола     | Ки                                    | Победа    | [ 112 ] |
| Brand of the Year Awards     | 2023 | Лучший артист-айдол мужского пола     | Ки                                    | Победа    | [ 113 ] |
| Grimae Awards                | 2017 | Лучший новый актер                    | Хранители                             | Победа    | [ 114 ] |
| MBC Drama Awards             | 2017 | Лучший новый актер                    | Хранители                             | Номинация | [ 115 ] |
| MBC Entertainment Awards     | 2021 | Лучшая пара                           | Ки (совместно с Kian84) ''Я живу один | Номинация | [ 116 ] |
| MBC Entertainment Awards     | 2021 | Награда за популярность               | Ки                                    | Победа    | [ 117 ] |
| MBC Entertainment Awards     | 2022 | Excellence Award, Эстрада — мужчина   | Я живу один                           | Победа    | [ 118 ] |
| Seoul Music Awards           | 2024 | Главный приз (Бонсан)                 | Ки                                    | Номинация | [ 119 ] |
| Seoul Music Awards           | 2024 | Награда за популярность               | Ки                                    | Номинация | [ 119 ] |
| Seoul Music Awards           | 2024 | K-Wave Special Award                  | Ки                                    | Номинация | [ 120 ] |
| Seoul Music Awards           | 2024 | Мужчина-сольный певец                 | Ки                                    | Номинация | [ 119 ] |